# Ronco
O ronco ou ressono (ato de ressonar) é uma obstrução parcial das vias respiratórias superiores durante o sono, que pode ocorrer em razão natural do contato das paredes musculares da faringe que tem diminuição do seu tónus induzido pelo repouso e a própria perda de elasticidade que acontece com o decorrer da idade; ou decorrente de uma obstrução nasal devida, a aumento do volume de secreções e produção de muco, a desvio de septo nasal, rinites, sinusites, pólipos nasais; à hiperplasia das amígdalas e adenoides, como ganho de massa gordurosa no pescoço; e a várias alterações das estruturas das vias aéreas superiores, como hipoplasia de mandíbula e maxila, macroglossia, queixo duplo, alterações nos ossos da face entre outros. O ronco geralmente é a manifestação inicial de um problema mais sério que é apneia do sono.

## Fisiopatologia do ronco
O sono provoca o relaxamento dos músculos do tórax,o que induz a abertura involuntária da boca; como também altera a coordenação entre a contração do diafragma e dos músculos da garganta (faringe). Quer dizer, que em repouso há diminuição do gasto energético e consequentemente do oxigénio. O organismo se encontra em metabolismo basal, os músculos ficam todos relaxados e se tem períodos de apneia várias vezes durante o sono, e que pode se estabelecer na síndrome de apneia do sono. O que acontece é que a obstrução que caracteriza o ronco, e devida ao colabamento das paredes da faringe, há uma hipoventilação alveolar e que tende para hipoxemia e hipercapnia, o que termina em esforço respiratório e que faz a pessoa despertar, durante o qual ocorrem as contrações musculares que abrem as vias aéreas superiores, restabelecendo a respiração. A obstrução, faz com que o ar encontre uma resistência a sua passagem, e ainda ao passar pela língua, na úvula e nas amígdalas. Por isso, vibra, ocasionando um barulho desagradável e com efeitos negativos na vida pessoal - estudos comprovam que é um dos fatores que levam ao divórcio de vários casais. A obesidade também é um grande fator, principalmente no homem onde o ganho de peso é comum no pescoço, toráx e abdome, ou seja, nas partes mais superiores do corpo; ao passo que na mulher isto não é comum, localizando o ganho de peso nos quadris, coxas, seios, pernas e abdome; parte mais inferiores do corpo. E é esta gordura toracoabdominal que atrapalha nas contrações diafragmáticas e empurra este para cima interferindo na respiração. A gordura abdominal é uma grande preocupação e se caracteriza como um fator de risco. Ela dificulta a circulação e sobrecarrega o aparelho cardiovascular e consequentemente o pulmonar. Por último, deve-se ficar atento ao um caso especial onde o ronco pode sugerir uma doença de neurodeficiência muscular, conhecida por garganta flácida. Nesta, há diminuição do tónus muscular da faringe, mas de ordem patológica, o que leva ao contacto (colabamento) das suas paredes e ocasiona a vibração por obstrução na passagem do ar, caracterizando-se pelo ronco.

## Incidência do ronco
Em estudos populacionais, estima-se que 19% das mulheres e 30% dos homens ronquem intensamente. Estima-se que a apneia do sono, por sua vez, ocorra em 2 a 4% da população geral, sendo mais comum nos homens de meia idade ou velha idade. (Knuiman, 2005; Reimão, 1996).

## Polissonografia
Discuta com seu médico sobre a necessidade de fazer o exame de polissonografia se você ronca e tem:
- mais de 40 anos
- hipertensão
- diabetes
- obesidade
- parada da respiração durante o sono
- problema de memória
- dor de cabeça pela manhã
- sensação de que o sono não recarrega as energias (cansaço durante o dia, ou cochila/dorme por breves períodos e facilmente durante o dia).

Nesses casos, a chance de que a polissonografia diagnostique apneia do sono é alta. 

## Consequência do ronco e da apneia do sono
A apneia do sono aumenta o risco de morte, e de ter hipertensão, infarto do miocárdio, AVC (derrame cerebral), arritmia no coração e acidente de carro.